# مسجد السيد يحيى مرتضى
مسجد السيد يحيى مرتضى (بالأذرية: Seyid Yahya Murtuza məscidi)‏، بالإنجليزية: Sayyid Yahya Murtuza Mosque، بالروسية: Мечеть Сеид Яхья، بالفارسية: مسجد سید یحیی مرتضی): هو مسجد تاريخي يعود إلى القرن السابع عشر. وهو جزء من المدينة القديمة (باكو)، يقع في شارع أساف زينالي في مدينة باكو في أذربيجان. تم تسجيل المبنى كأثر معماري وطني بموجب قرار مجلس وزراء جمهورية أذربيجان بتاريخ 2 أغسطس 2001، رقم 132.